# Гронау (Лајне)
Гронау (њем. Gronau) град је у њемачкој савезној држави Доња Саксонија. Једно је од 40 општинских средишта округа Хилдесхајм. Према процјени из 2010. у граду је живјело 5.315 становника. Посједује регионалну шифру (AGS) 3254018.

## Географски и демографски подаци
Гронау се налази у савезној држави Доња Саксонија у округу Хилдесхајм. Град се налази на надморској висини од 79 метара. Површина општине износи 20,7 km². У самом граду је, према процјени из 2010. године, живјело 5.315 становника. Просјечна густина становништва износи 257 становника/km².

## Међународна сарадња
| Мјесто  | Држава               | Врста сарадње | Од    |
| ------- | -------------------- | ------------- | ----- |
| Довре   | Норвешка             | партнерство   | 2000. |
| Хонитон | Уједињено Краљевство | партнерство   | 1987. |
|         | Француска            | партнерство   | 1974. |
| Извор   |                      |               |       |